# قلعه ایواده‌یاما
قلعه ایواده‌یاما (به ژاپنی: (岩出山城, Iwadeyama-jō) یک قلعه ژاپنی است که مرکز اوساکی، میاگی در استان میاگی در ژاپن قرار دارد. این قلعه مدتی به تویوتومی هیده‌یوشی تعلق داشته و سپس آن را به داته ماسامونه واگذار کرده‌است.